# Cimbex fagi
Cimbex fagi is een vliesvleugelig insect uit de familie van de knotssprietbladwespen (Cimbicidae). De wetenschappelijke naam van de soort is voor het eerst geldig gepubliceerd in 1863 door Ernst Gustav Zaddach.